# Panax vietnamensis
Panax vietnamensis är en araliaväxtart som beskrevs av Thi Dung Ha och Igor Vladimirovich Grushvitzky. Panax vietnamensis ingår i släktet Panax och familjen Araliaceae. Inga underarter finns listade.